# TOP Media
TOP Media (티오피미디어),(hay được biết như là T.O.P Media) là một công ty Hàn Quốc, thành lập bởi thành viên Shinhwa Andy, hoạt động với tư cách là một công ty quản lý nghệ sĩ. TOP Media thường xuyên hoạt động như một đơn vị phân phối của LOEN Entertainment.

## Lịch sử
TOP Media chính thức thành lập vào năm 2005 với tên gọi ND Entertainment (New Dream Entertainment) bởi Andy. Vào năm 2009, công ty cho ra mắt Jumper, một nhóm song ca nam, đã giới thiệu hai singles, "Yes!" and "Dazzling" (tiếng Hàn Quốc: 눈이부셔). Tuy nhiên Jumper nhanh chóng tan rã sau khi phát hành single thứ hai. Một năm sau, Teen Top được ra mắt, tiếp đó là 100% vào năm 2012 và UP10TION vào năm 2015.

## Nghệ sĩ TOP Media

### Nghệ sĩ hiện tại

#### Solo
- Andy
- Eric

#### Nhóm nhạc
- Teen Top
- 100%
- UP10TION
- MCND

Thành viên solo/ Nhóm nhỏ
- Niel (Teen Top)[5]
- 100%V[6]
- Lee Jin-hyuk (UP10TION).
- Kim Woo-seok (UP10TION).

### Diễn viên
- Niel
- Changjo
- L.Joe
- Park Dongmin

### Diễn viên nhạc kịch
- Chunji
- Ricky
- Rockhyun
- Choi Sung-ji
- Sunyoul (UP10TION)

### Thực tập sinh nổi bật
- An Jeong-min (Girls Planet 999)
- Guinn Myah (Girls Planet 999)

### Nghệ sĩ trước đây
- Jang Hyun-woo
- Kim Woo-bin
- Jumper: Jumper từng là một nhóm song ca nam, gồm thành viên Park Dong-min và Rocky, sau này trở thành thành viên hiện tại của 100%. Nhóm ra mắt vào đầu năm 2009 với single "Yes!", tiếp đó là "Dazzling", và tan rã vào cùng năm.[1][7]
- L.Joe(cựu thành viên Teen Top)

## Cựu thực tập sinh
- Lee Yu-jin (1996)
- Choi Jong-ho (2000) (Ateez)